# Bni Mansour
Bni Mansour (franska: Bni Mansour (CR), Bni Mansour (Commune Rurale), arabiska: السواكن) är en kommun i Marocko.   Den ligger i provinsen Chefchaouen och regionen Tanger-Tétouan-Al Hoceïma, i den nordöstra delen av landet, 220 km nordost om huvudstaden Rabat. Antalet invånare är 18 542.